# Lista traktatów ograniczających zbrojenia
Lista traktatów ograniczających zbrojenia

## Przed II wojną światową

### Ograniczenia wobec państw centralnych i ich sojuszników
| Nazwa                           | Data podpisania   | Państwo objęte restrykcjami |
| ------------------------------- | ----------------- | --------------------------- |
| Traktat wersalski               | 28 czerwca 1919   | Rzesza Niemiecka            |
| Traktat z Saint-Germain-en-Laye | 10 września 1919  | Austria                     |
| Traktat z Neuilly-sur-Seine     | 27 listopada 1919 | Bułgaria                    |
| Traktat z Trianon               | 4 czerwca 1920    | Królestwo Węgier            |
| Traktat z Sèvres                | 10 sierpnia 1920  | Turcja                      |

### Ograniczenia w zbrojeniach morskich
| Nazwa polska                   | Nazwa angielska                                                                              | Data podpisania  | Sygnatariusze                                   |
| ------------------------------ | -------------------------------------------------------------------------------------------- | ---------------- | ----------------------------------------------- |
| Traktat waszyngtoński (1922)   | Washington Naval Treaty                                                                      | 6 lutego 1922    | Wielka Brytania, USA, Japonia, Francja i Włochy |
| Traktat londyński (1930)       | International Treaty for the Limitation and Reduction of Naval Armament, London Naval Treaty | 22 kwietnia 1930 | Wielka Brytania, USA, Japonia, Francja i Włochy |
| Drugi traktat londyński (1936) | Treaty for the Limitation of Naval Armament, Second London Naval Treaty                      | 25 marca 1936    | Wielka Brytania, USA i Francja                  |

### Zakaz broni chemicznej i bakteriologicznej
| Nazwa polska                                                  | Nazwa angielska | Data podpisania      |
| ------------------------------------------------------------- | --- | -------------------- |
| IV Konwencja haska o dotycząca praw i zwyczajów wojny lądowej | Convention respecting the Laws and Customs of War on Land (Hague Convention (IV))                                                              | 18 października 1907 |
| Protokół genewski (1925)                                      | Protocol for the Prohibition of the Use of Asphyxiating, Poisonous or Other Gases, and of Bacteriological Methods of Warfare (Geneva Protocol) | 17 czerwca 1925      |

## Po II wojnie światowej

### Ograniczenia dotyczące broni masowego rażenia
| Nazwa polska                                                                                     | Nazwa angielska | Data podpisania  |
| ------------------------------------------------------------------------------------------------ | --- | ---------------- |
| Układ o zakazie prób broni nuklearnej w atmosferze, w przestrzeni kosmicznej i pod wodą          | Treaty Banning Nuclear Weapon Tests in the Atmosphere, in Outer Space and Under Water (LTBT)                                                                  | 5 sierpnia 1963  |
| Układ o nierozprzestrzenianiu broni jądrowej                                                     | Nuclear Non-Proliferation Treaty (NPT) | 1 lipca 1968     |
| Konwencja o broni biologicznej                                                                   | Convention on the Prohibition of the Development, Production and Stockpiling of Bacteriological (Biological) and Toxin Weapons and on their Destruction (BWC) | 10 kwietnia 1972 |
| I Traktat o ograniczeniu zbrojeń strategicznych (SALT I)                                         | Strategic Arms Limitation Talks | 26 maja 1972     |
| Traktat o ograniczeniu rozwoju systemów antybalistycznych (ABM)                                  | Anti-Ballistic Missile Treaty | 26 maja 1972     |
| Traktat o ograniczeniu podziemnych prób broni jądrowej (TTBT)                                    | Threshold Test Ban Treaty | 3 lipca 1974     |
| II Traktat o ograniczeniu zbrojeń strategicznych (SALT II)                                       | Strategic Arms Limitation Talks | 18 czerwca 1979  |
| Traktat o całkowitej likwidacji pocisków rakietowych krótkiego i średniego zasięgu (Traktat INF) | Intermediate-Range Nuclear Forces Treaty | 8 grudnia 1987   |
| I Traktat o redukcji zbrojeń strategicznych (START I)                                            | Strategic Arms Reduction Treaty | 31 lipca 1991    |
| II Traktat o redukcji zbrojeń strategicznych (START II)                                          | Strategic Arms Reduction Treaty | 3 stycznia 1993  |
| Konwencja o zakazie broni chemicznej                                                             | Chemical Weapons Convention (CWC) | 13 stycznia 1993 |
| Traktat o całkowitym zakazie prób z bronią jądrową                                               | Comprehensive Nuclear-Test-Ban Treaty (CTBT) | 24 września 1996 |
| Traktat o redukcji strategicznych zbrojeń ofensywnych                                            | Strategic Offensive Reductions Treaty (SORT) | 24 maja 2002     |
| Traktat o zakazie broni jądrowej                                                                 | Treaty on the Prohibition of Nuclear Weapons (TPNW) | 7 lipca 2017     |

#### Traktaty ustanawiającestrefy bezatomowe
| Nazwa polska                                                                                               | Nazwa angielska | Data podpisania | Obszar objęty traktatem     |
| --- | --- | --------------- | --------------------------- |
| Układ Antarktyczny                                                                                         | Antarctic Treaty System | 1959            | Antarktyka                  |
| Traktat z Tlatelolco                                                                                       | Treaty for the Prohibition of Nuclear Weapons in Latin America and the Caribbean                                                                            | 1967            | Ameryka Łacińska i Karaiby  |
| Układ o zakazie umieszczania broni jądrowej i innych rodzajów broni masowej zagłady na dnie mórz i oceanów | Treaty on the Prohibition of the Emplacement of Nuclear Weapons and Other Weapons of Mass Destruction on the Sea-Bed and the Ocean Floor and in the Subsoil | 1971            | Dno oceaniczne              |
| Traktat z Rarotonga                                                                                        | South Pacific Nuclear Free Zone Treaty | 1985            | Południowo-Wschodni Pacyfik |
| Traktat z Bangkoku                                                                                         | Southeast Asian Nuclear-Weapon-Free Zone Treaty | 1995            | Azja Południowo-Wschodnia   |
| Traktat z Kairu                                                                                            | African Nuclear Weapons Free Zone Treaty | 1996            | Afryka                      |
| Traktat z Siemipałatyńska                                                                                  | Treaty on a Nuclear-Weapon-Free Zone in Central Asia | 2006            | Azja Środkowa               |

### Pozostałe ograniczenia
| Nazwa polska | Nazwa angielska | Data podpisania      |
| --- | --- | -------------------- |
| Układ o zasadach działalności państw w zakresie badań i użytkowania przestrzeni kosmicznej łącznie z Księżycem i innymi ciałami niebieskimi (Traktat o przestrzeni kosmicznej) | Treaty on Principles Governing the Activities of States in the Exploration and Use of Outer Space, including the Moon and Other Celestial Bodies (Outer Space Treaty)                  | 27 stycznia 1967     |
| Konwencja o zakazie używania technicznych środków oddziaływania na środowisko w celach militarnych lub jakichkolwiek innych celach wrogich                                     | Convention on the Prohibition of Military or Any Other Hostile Use of Environmental Modification Techniques (Environmental Modification Convention (ENMOD))                            | 18 maja 1977         |
| Konwencja o zakazie lub ograniczeniu użycia pewnych broni konwencjonalnych, które mogą być uważane za powodujące nadmierne cierpienia lub mające niekontrolowane skutki        | Convention on Prohibitions or Restrictions on the Use of Certain Conventional Weapons Which May Be Deemed to Be Excessively Injurious or to Have Indiscriminate Effects (CCW lub CCWC) | 10 października 1980 |
| Traktat o konwencjonalnych siłach zbrojnych w Europie (CFE) | Treaty on Conventional Armed Forces in Europe | 19 listopada 1990    |
| Traktat o stanie osobowym sił konwencjonalnych w Europie (CFE-1A) | Personnel Strength of Conventional Armed Forces in Europe | 10 lipca 1992        |
| Porozumienie Wassenaar | The Wassenaar Arrangement on Export Controls for Conventional Arms and Dual-Use Goods and Technologies (Wassenaar Arrangement)                                                         | 31 marca 1994        |
| Konwencja o zakazie użycia, składowania, produkcji i przekazywania min przeciwpiechotnych oraz o ich zniszczeniu (Traktat ottawski)                                            | Convention on the Prohibition of the Use, Stockpiling, Production and Transfer of Anti-Personnel Mines and on their Destruction (Ottawa Treaty)                                        | 3 grudnia 1997       |
| Umowa o dostosowaniu Traktatu o konwencjonalnych siłach zbrojnych w Europie | Agreement on Adaptation of the Treaty on Conventional Armed Forces in Europe | 19 listopada 1999    |
| Konwencja o zakazie użycia amunicji kasetowej | Convention on Cluster Munitions (CCM) | 30 maja 2008         |

W celu nadzoru rozbrojenia w 1992 zawarto w Helsinkach Traktat o otwartych przestworzach.